# Route de la Porte-Noire
La route de la Porte-Noire est une voie située dans le 12e arrondissement de Paris, en France.

## Origine du nom

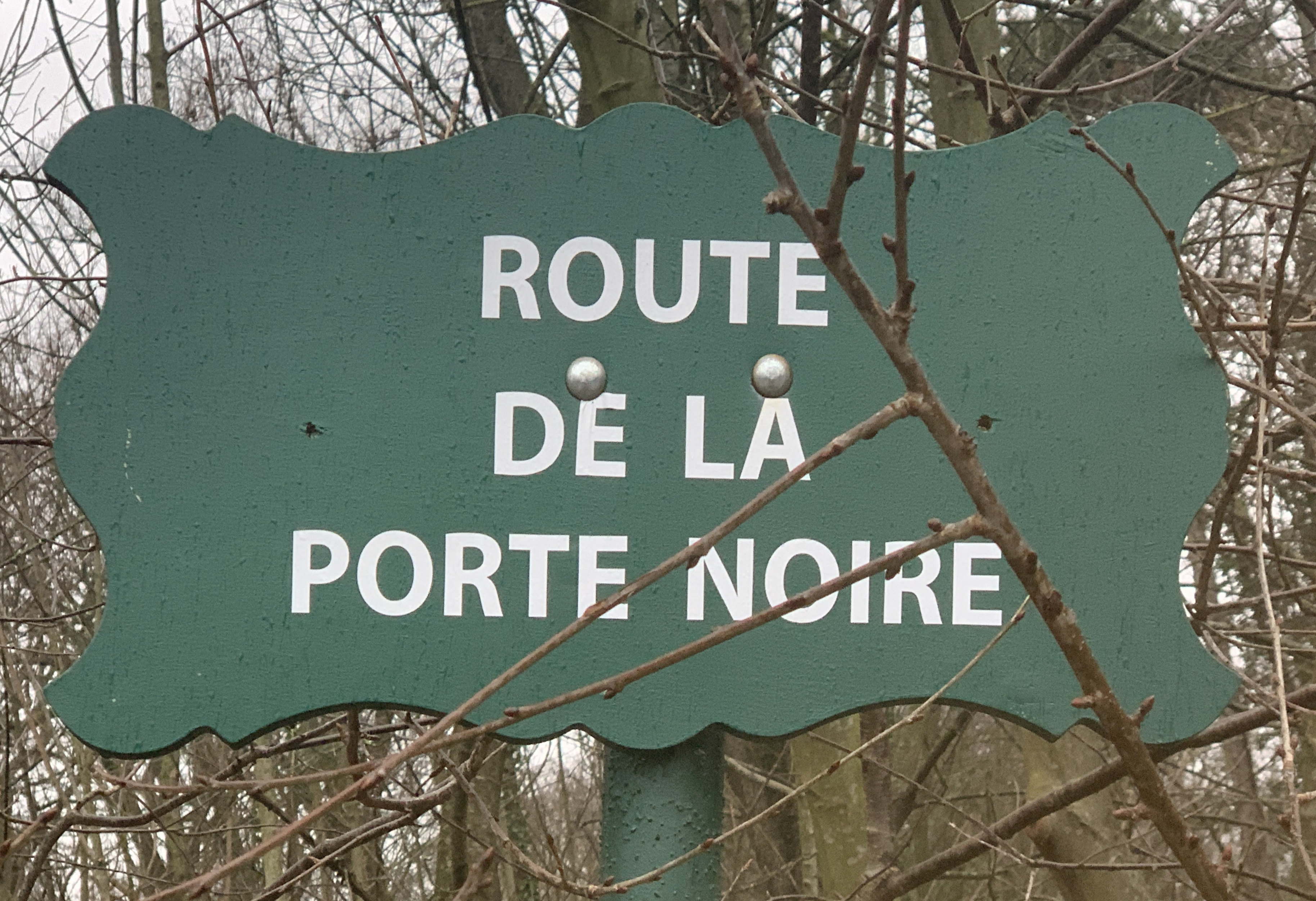
Plaque de la route.